# Ashikaga Yoshimitsu
En aquest nom japonès, el cognom és Ashikaga.
Ashikaga Yoshimitsu (足利 義満, 25 de setembre del 1358 - 31 de maig de 1408) va ser el tercer shogun del shogunat Ashikaga. Va començar a governar el 1368 fins a la seva abdicació el 1394. Va ser fill del segon shogun Ashikaga Yoshiakira.
Va ser anomenat shogun a l'edat de nou anys quan el seu pare va morir. El 1378 va fer construir la seva casa a la secció de Muromachi a la capital de Kioto; per això de vegades el shogunat és referit com shogunat Muromachi i el període com Muromachi.
Es va unir a la Cort del Nord i la Cort del Sur, el període de Nanboku-cho va finalitzar el 1392.
El 1394 va abdicar a favor del seu fill Ashikaga Yoshimochi. El 1404 el navegant xinès Zheng He va viatjar al Japó per entrevistar-se amb ell, a qui els xinesos anomenaven "el Rei del Japó".
Els seus últims dies els va passar en el temple Kinkaku-ju, construït el 1397 exclusivament com la seva residència de retirada. Va morir el 1408.